# Dash 9
Dash 9 – lokomotywa spalinowa zbudowana w 1993 roku. Posiada 16-cylindrowy silnik wysokoprężny o mocy 4400 koni mechanicznych. Zamontowano w nim elektroniczne sterowanie wtryskami, co zmniejszyło zużycie paliwa oraz emisję spalin do atmosfery. Lokomotywa spalinowo-elektryczna DASH 9 GE-9-44CW (potocznie nazywana "DASH 9") jest nowoczesną spalinowo-elektryczna lokomotywą produkowaną przez General Electric. Używa technologii trakcyjnej DC (prąd stały). DASH 9 jest częścią wysoko niezawodnej, efektywnej i taniej w eksploatacji linii lokomotyw pochodzącej od uniwersalnej serii lokomotyw o pseudonimie „U-Boats” (okręty podwodne) będących pierwszą częścią „drugiej generacji” ery silników Diesla we wczesnych latach sześćdziesiątych XX wieku. Projekt lokomotywy jest bardzo praktyczny, zapewnia mechanikowi doskonalą widoczność do przodu i do tyłu oraz zapewnia łatwy dostęp do przedziału silnikowego w celu konserwacji.